# Pachyanthidium cordatum
Pachyanthidium cordatum är en biart som först beskrevs av Smith 1854.  Pachyanthidium cordatum ingår i släktet Pachyanthidium och familjen buksamlarbin. Inga underarter finns listade i Catalogue of Life.